# The Bootleg Series Vol. 11: The Basement Tapes Complete
| Recensione          | Giudizio |
| ------------------- | -------- |
| AllMusic            | [ 1 ]    |
| American Songwriter | [ 2 ]    |
| Austin Chronicle    | [ 3 ]    |
| Ondarock            | [ 4 ]    |
| Consequence         | A        |
| The Guardian        | [ 6 ]    |
| Mojo                | [ 7 ]    |
| Paste               | [ 8 ]    |
| Rolling Stone       | [ 9 ]    |
| Under the Radar     | [ 10 ]   |

The Bootleg Series Vol. 11: The Basement Tapes Complete è un album compilation di registrazioni edite, inedite, nastri demo, e versioni alternative di materiale proveniente dai celebri "nastri della cantina" ("basement tapes"), le sessioni del 1967 che Bob Dylan fece insieme al gruppo di musicisti che sarebbero poi diventati i The Band. Pubblicato il 3 novembre 2014 dalla Columbia Records, The Bootleg Series Vol. 11 è uscito in due versioni: box set da 6 CD con 139 tracce, e come doppio CD e triplo LP contenente le 38 tracce più significative con il titolo The Basement Tapes Raw. Entrambe le versioni hanno note esplicative scritte da Sid Griffin, autore del libro Million Dollar Bash: Bob Dylan, The Band, and The Basement Tapes.

## Descrizione
Le registrazioni che Dylan effettuò nel 1967 insieme ai membri della futura Band, furono la base per la compilazione dell'album ufficiale The Basement Tapes del 1975. Proprio quest'ultimo venne però ampiamente criticato da giornalisti musicali quali Michael Gray per la sua incompletezza, e perché troppe erano le canzoni importanti di Dylan lasciate fuori dall'album. Successivamente, più di 100 registrazioni tratte dalle stesse sessioni iniziarono a circolare sotto forma di bootleg, catalogate da Greil Marcus nel suo libro dedicato ai "basement tapes" intitolato La repubblica invisibile.
L'uscita di The Bootleg Series Vol. 11: The Basement Tapes Complete si pone l'obiettivo di presentare per la prima volta tutte le tracce incise da Dylan all'epoca, in ordine cronologico e senza sovraincisioni posteriori di sorta. Le tracce vengono presentate in ordine cronologico (ad eccezione del sesto CD, che raccoglie le registrazioni più a bassa fedeltà incluse solo per il loro valore storico intrinseco) di registrazione in modo da dare all'ascoltatore la più fedele riproposizione di quelle "mitiche" sedute.

## Tracce
- Tutti i brani sono opera di Bob Dylan tranne dove indicato diversamente; brani tradizionali arrangiati da Dylan.

### Disco 1
1. Edge of the Ocean – 2:20
2. My Bucket's Got a Hole in It – 1:34 (Clarence Williams)
3. Roll on Train – 2:00
4. Mr. Blue – 1:52 (Dewayne Blackwell)
5. Belshazzar – 3:22 (Johnny Cash)
6. I Forgot to Remember to Forget – 3:19 (Charlie Feathers, Stanley Kesler)
7. You Win Again – 2:43 (Hank Williams)
8. Still in Town – 3:04 (Hank Cochran, Harlan Howard)
9. Waltzing with Sin – 2:48 (Sonny Burns, Red Hayes)
10. Big River (Take 1) – 0:43 (Johnny Cash)
11. Big River (Take 2) – 2:23 (Johnny Cash)
12. Folsom Prison Blues – 2:46 (Johnny Cash)
13. Bells of Rhymney – 3:16 (Idris Davies, Peter Seeger)
14. Spanish is the Loving Tongue – 3:53 (Charles Badger Clark)
15. Under Control – 2:50
16. Ol' Roison the Beau – 4:55 (Traditional)
17. I'm Guilty of Loving You – 1:09
18. Cool Water – 3:03 (Bob Nolan)
19. The Auld Triangle – 5:47 (Brendan Francis Behan)
20. Po' Lazarus – 0:59 (Traditional)
21. I'm a Fool for You (Take 1) – 1:05
22. I'm a Fool for You (Take 2) – 2:34

### Disco 2
1. Johnny Todd – 2:05 (Traditional)
2. Tupelo – 2:21 (John Lee Hooker)
3. Kickin' My Dog Around – 2:43 (Traditional)
4. See You Later Allen Ginsberg (Take 1) – 0:29
5. See You Later Allen Ginsberg (Take 2) – 0:51
6. Tiny Montgomery – 2:56 – (Originariamente pubblicata con sovraincisioni nel 1975 in The Basement Tapes)
7. Big Dog – 0:23
8. I'm Your Teenage Prayer – 3:52
9. Four Strong Winds – 3:41 (Ian Tyson)
10. The French Girl (Take 1) – 2:12 (Tyson, Sylvia Tyson)
11. The French Girl (Take 2) – 3:00 (Tyson, Tyson)
12. Joshua Gone Barbados – 2:45 (Eric Von Schmidt)
13. I'm in the Mood – 1:58 (Bernard Besman, Hooker)
14. Baby Ain't That Fine – 2:10 (Dallas Frazier)
15. Rock, Salt and Nails – 4:37 (Bruce Phillips)
16. A Fool Such As I – 2:57 (William Marvin Trader)
17. Song for Canada – 4:30 (Pete Gzowski, Tyson)
18. People Get Ready – 3:15 (Curtis Mayfield)
19. I Don't Hurt Anymore – 2:15 (Donald Robertson, Walter Rollins)
20. Be Careful of Stones That You Throw – 3:03 (Benjamin Lee Blankenship)
21. One Man's Loss – 3:52
22. Lock Your Door – 0:22
23. Baby, Won't You Be My Baby – 2:52
24. Try Me Little Girl – 1:38
25. I Can't Make it Alone – 3:34
26. Don't You Try Me Now – 3:11

### Disco 3
1. Young But Daily Growing – 5:40 (Traditional)
2. Bonnie Ship the Diamond – 3:21 (Traditional)
3. The Hills of Mexico – 3:05 (Traditional)
4. Down on Me – 0:42 (Traditional)
5. One for the Road – 4:49
6. I'm Alright – 1:45
7. Million Dollar Bash (Take 1) – 2:52
8. Million Dollar Bash (Take 2) – 2:34 – (Originariamente pubblicata con sovraincisioni nel 1975 in The Basement Tapes)
9. Yea! Heavy and a Bottle of Bread (Take 1) – 1:50
10. Yea! Heavy and a Bottle of Bread (Take 2) – 2:15 – (Originariamente pubblicata con sovraincisioni nel 1975 in The Basement Tapes)
11. I'm Not There (1956) – 5:12 – (Originariamente pubblicata nel 2007 in I'm Not There)
12. Please Mrs. Henry – 2:34 – (Originariamente pubblicata con sovraincisioni nel 1975 in The Basement Tapes)
13. Crash on the Levee (Down in the Flood) (Take 1) – 2:10
14. Crash on the Levee (Take 2) – 2:05 – (Originariamente pubblicata con sovraincisioni nel 1975 in The Basement Tapes)
15. Lo and Behold! (Take 1) – 2:53
16. Lo and Behold! (Take 2) – 2:49 – (Originariamente pubblicata con sovraincisioni nel 1975 in The Basement Tapes)
17. You Ain't Going Nowhere (Take 1) – 2:47
18. You Ain't Goin' Nowhere (Take 2) – 2:45 – (Originariamente pubblicata con sovraincisioni nel 1975 in The Basement Tapes)
19. I Shall Be Released (Take 1) – 4:04
20. I Shall Be Released (Take 2) – 3:57 – (Originariamente pubblicata nel 1991 in The Bootleg Series Vol. 1-3)
21. This Wheel's on Fire – 3:54 (Dylan, Rick Danko) – (Originariamente pubblicata con sovraincisioni nel 1975 in The Basement Tapes)
22. Too Much of Nothing (Take 1) – 3:03 – (Originariamente pubblicata con sovraincisioni nel 1975 in The Basement Tapes)
23. Too Much of Nothing (Take 2) – 2:50

### Disco 4
1. Tears of Rage (Take 1) – 4:03 (Dylan, Richard Manuel)
2. Tears of Rage (Take 2) – 2:30 (Dylan, Manuel)
3. Tears of Rage (Take 3) – 4:14 – (Originariamente pubblicata con sovraincisioni nel 1975 in The Basement Tapes)
4. Quinn the Eskimo (Take 1) – 2:02
5. Quinn the Eskimo (Take 2) – 2:16 – (Originariamente pubblicata nel 1985 in Biograph)
6. Open the Door Homer (Take 1) – 2:52 – (Originariamente pubblicata con sovraincisioni nel 1975 in The Basement Tapes)
7. Open the Door Homer (Take 2) – 0:58
8. Open the Door Homer (Take 3) – 3:14
9. Nothing Was Delivered (Take 1) – 4:26 – (Originariamente pubblicata con sovraincisioni nel 1975 in The Basement Tapes)
10. Nothing Was Delivered (Take 2) – 3:43
11. Nothing Was Delivered (Take 3) – 0:33
12. All American Boy – 3:58 (Bobby Bare)
13. Sign on the Cross – 7:21
14. Odds and Ends (Take 1) – 1:49
15. Odds and Ends (Take 2) – 1:48 – (Originariamente pubblicata con sovraincisioni nel 1975 in The Basement Tapes)
16. Get Your Rocks Off – 3:45
17. Clothes Line Saga (Answer to Ode) – 2:59 – (Originariamente pubblicata con sovraincisioni nel 1975 in The Basement Tapes)
18. Apple Suckling Tree (Take 1) – 2:40
19. Apple Suckling Tree (Take 2) – 2:50 – (Originariamente pubblicata con sovraincisioni nel 1975 in The Basement Tapes)
20. Don't Ya Tell Henry – 2:30
21. Bourbon Street – 5:04

### Disco 5
1. Blowin' in the Wind – 6:35
2. One Too Many Mornings – 3:23
3. A Satisfied Mind – 2:00 (Hayes, Jack Rhodes)
4. It Ain't Me Babe – 3:32
5. Ain't No More Cane (Take 1) – 2:41 (Traditional)
6. Ain't No More Cane (Take 2) – 1:57 (Traditional)
7. My Woman She's A-Leavin' – 2:30
8. Santa-Fe – 2:08 – (Originariamente pubblicata nel 1991 in The Bootleg Series Vol. 1-3)
9. Mary Lou, I Love You Too – 2:29
10. Dress it Up, Better Have it All – 2:52
11. Minstrel Boy – 1:39 – (Originariamente pubblicata nel 2013 in The Bootleg Series Vol. 10)
12. Silent Weekend – 3:00
13. What it Gonna Be When it Comes Up – 3:03
14. 900 Miles from My Home – 2:13 (Traditional)
15. Wildwood Flower – 2:11 (A.P. Carter)
16. One Kind Favor – 3:33 (Blind Lemon Jefferson)
17. She'll Be Coming 'Round the Mountain – 1:39 (Traditional)
18. It's the Flight of the Bumblebee – 2:08
19. Wild Wolf – 3:34
20. Goin' to Acapulco – 5:36 – (Originariamente pubblicata con sovraincisioni nel 1975 in The Basement Tapes)
21. Gonna Get You Now – 1:30
22. If I Were a Carpenter – 2:23 (James Timothy Hardin)
23. Confidential – 1:36 (Dorina Morgan)
24. All You Have to Do is Dream (Take 1) – 3:55
25. All You Have to Do is Dream (Take 2) – 3:19

### Disco 6
1. 2 Dollars and 99 Cents – 2:35
2. Jelly Bean – 2:58
3. Any Time – 3:17
4. Down by the Station – 1:29
5. Hallelujah, I've Just Been Moved – 3:03 (Traditional)
6. That's the Breaks – 4:18
7. Pretty Mary – 3:11
8. Will the Circle Be Unbroken? – 2:08 (A.P. Carter)
9. King of France – 3:53
10. She's on My Mind Again – 4:18
11. Goin' Down the Road Feeling Bad – 3:20 (Traditional)
12. On a Rainy Afternoon – 2:52
13. I Can't Come in with a Broken Heart – 2:42
14. Next Time on the Highway – 2:20
15. Northern Claim – 2:04
16. Love is Only Mine – 1:50
17. Silhouettes – 1:52 (Bob Crewe, Frank Slay Jr.)
18. Bring it on Home – 3:07
19. Come All Ye Fair and Tender Ladies – 2:09 (Traditional)
20. The Spanish Song (Take 1) – 2:47
21. The Spanish Song (Take 2) – 2:15
22. 900 Miles fromy My Home / Confidential – 2:26

## The Basement Tapes Raw

### Tracce
- Tutti i brani sono opera di Bob Dylan tranne dove indicato diversamente; brani tradizionali arrangiati da Dylan.

#### Disco 1
1. Open the Door, Homer (Restored version)
2. Odds and Ends (Alternate version)
3. Million Dollar Bash (Alternate version)
4. One Too Many Mornings (Versione inedita)
5. I Don't Hurt Anymore (Inedita) (Donald Robertson, Walter Rollins)
6. Ain't No More Cane (Alternate version) (Traditional)
7. Crash on the Levee (Restored version)
8. Tears of Rage (Senza sovraincisioni) (Dylan, Richard Manuel)
9. Dress it Up, Better Have it All (Inedita)
10. I'm Not There (Inedita)
11. Johnny Todd (Inedita) (Traditional)
12. Too Much of Nothing (Alternate version)
13. Quinn the Eskimo (Restored version)
14. Get Your Rocks Off (Inedita)
15. Santa-Fe (Inedita)
16. Silent Weekend (Inedita)
17. Clothes Line Saga (Restored version)
18. Please, Mrs. Henry (Restored version)
19. I Shall Be Released (Restored version)

#### Disco 2
1. You Ain't Going Nowhere (Alternate version)
2. Lo and Behold! (Alternate Version)
3. Minstrel Boy (Inedita)
4. Tiny Montgomery (Senza sovraincisioni)
5. All You Have to Do is Dream (Inedita)
6. Goin' to Acapulco (Senza sovraincisioni)
7. 900 Miles from My Home (Inedita) (Traditional)
8. One for the Road (Inedita)
9. I'm Alright (Inedita)
10. Blowin' in the Wind (Inedita)
11. Apple Suckling Tree (Restored version)
12. Nothing Was Delivered (Restored version)
13. Folsom Prison Blues (Inedita) (Johnny Cash)
14. This Wheel's on Fire (Senza sovraincisioni) (Dylan, Rick Danko)
15. Yea! Heavy and a Bottle of Bread (Restored version)
16. Don't Ya Tell Henry (Alternate version)
17. Baby, Won't You Be My Baby (Inedita)
18. Sign on the Cross (Inedita)
19. You Ain't Goin' Nowhere (Senza sovraincisioni)

## Formazione
- Bob Dylan – chitarra acustica, armonica a bocca, pianoforte, voce
- Rick Danko – basso, voce
- Garth Hudson – organo
- Richard Manuel – piano, batteria, voce
- Robbie Robertson – chitarra elettrica, batteria, voce
- Levon Helm – batteria, voce